# 蚌埠戰鬥
蚌埠戰鬥發生於1925年10月25日，地點則是在中國安徽。是北洋政府時期內戰之一，交戰兩方為直軍及奉軍。戰鬥末了，直軍落敗。